# Зібенгебірге

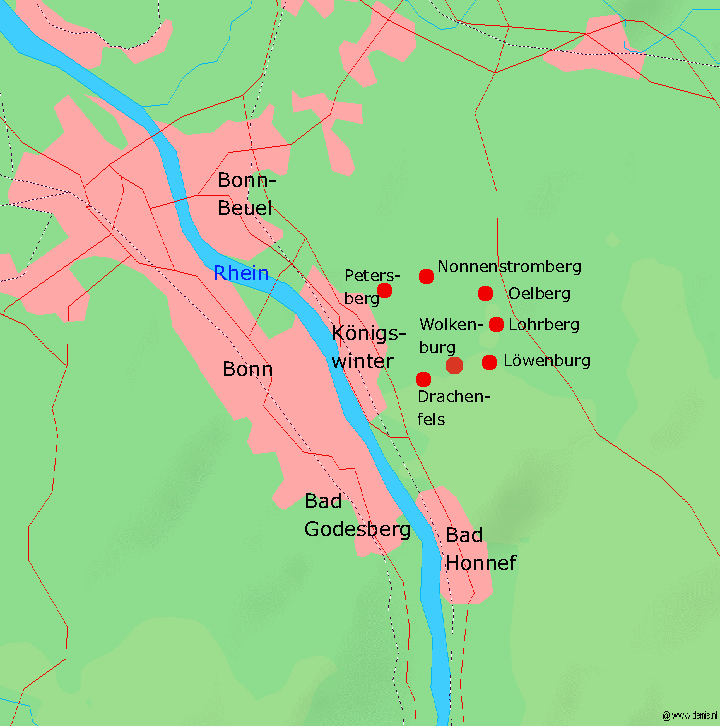
Карта Зібенгебіге із зазначеними сімома найвищими горами

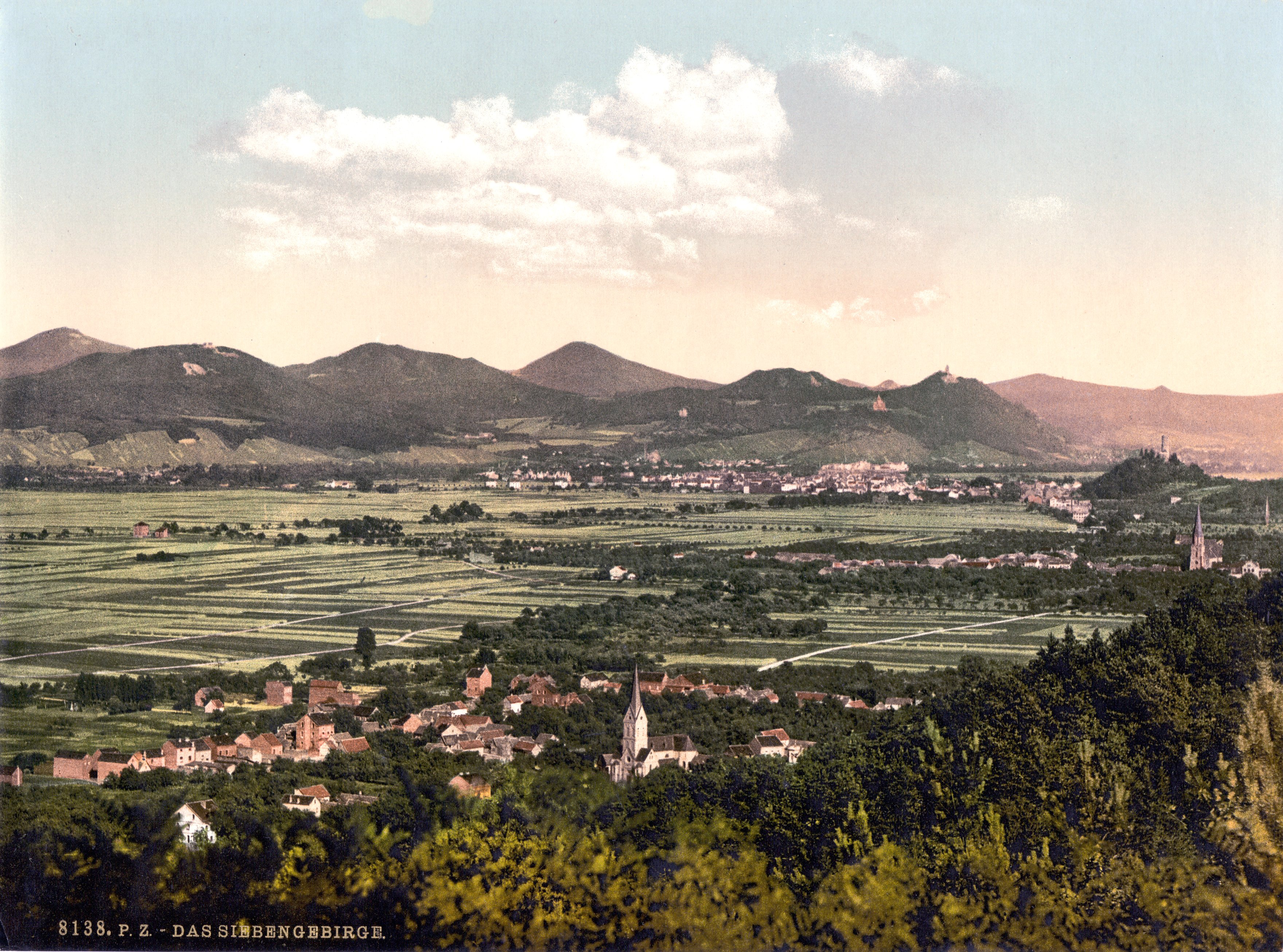
Зібенгебірге

50°40′46″ пн. ш. 7°14′54″ сх. д. / 50.679444444444° пн. ш. 7.2483333333333° сх. д.
Зібенгебірге (нім. Siebengebirge, в пер.Семигір'я) — гірський район складі Німецького середньогір'я.

## Географія
Гори Зібенгебірге знаходяться в центральній частині Німеччини на правому березі Рейна, у землі Північний Рейн-Вестфалія, на південний схід від Бонна, у районі міст Кенігсвінтер та Бад-Гоннеф, і складаються з понад 50 гір і височин вулканічного походження. Були утворені за часів олігоцену, близько 25,5 мільйона років тому. Останній прояв вулканічної активності мав місце в міоцені і як результат проявилося в утворенні гори Петерсберг. Весь регіон Зібенгебірге входить до складу природного резервату Зібенгебірге, одного з найстаріших у Німеччині. З південного сходу до Зібенгебірге безпосередньо прилягає гірський регіон Вестервальд.
Гори Зібенгебірге ще з давніх-давен були відомі своїми природними багатствами. Починаючи з I століття н. е. римлянами тут прокладаються шахти для видобутку міді, цинку і свинцю.

## Найбільші гори
Серед гір, складових регіон Зібенгебірге, слід зазначити наступні:
- Грос-Ольберг (460,1 м), у східній частині
- Кляйн-Ольберг (331,7 м), північний виступ попереднього
- Петерсберг (331,1 м), у західній частині, з доісторичним кільцевим валом (бл. 3500 р. до н. е.) і палацом на вершині
- Нонненштромберг (335,3 м), в західній частині
- Драхенфельс (320,7 м), в західній частині, з руїнами замку Драхенфельс на вершині
- Волкенбург (324 м), в західній частині, з руїнами замку Волкенбург на вершині
- Левенбург (455 м), у східній частині, з руїнами фортеці
- Лорберг (432,4 м), у східній частині
- Розенау (323 м), у східній частині, з руїнами фортеці
- Грос-Брайберг (313 м), у східній частині